# Trạm chăn nuôi Deep Well
Tọa lạc ở Lãnh thổ phía Bắc nước Úc
Tọa độ: 24.2987°N 134.1444°Đ

Trạm chăn nuôi Deep Well là một dịch vụ cho thuê chăn nuôi, hoạt động như một trạm chăn nuôi gia súc ở lãnh thổ phía Bắc nước Úc. 

## Mô tả
Nó cách thị trấn Alice Springs khoảng 60 km (37 dặm) về phía Đông Đông Nam và cách đường cao tốc Stuart khoảng 60 km (37 dặm) về phía Đông ở lãnh thổ Bắc Úc ngay ngoài tuyến đường Phillipson Stock. Nằm giữa dãy MacDonnell và sa mạc Simpson và chiếm phần lớn dãy Ooraminna, nơi đây rất đa dạng về các loại địa hình bao gồm những ngọn đồi cát đỏ, đất sỏi đá và những vùng đồng bằng cỏ sa mạc Úc.
Deep Well nằm ngay phía đông của tuyến đường sắt trung tâm Úc trước đây, nơi có nhà ga cũng được gọi là Deep Well. 

## Lịch sử
William Hayes và vợ ông là bà Mary đã đến Alice Springs vào năm 1884 và mang theo những cột điện báo bằng sắt để thay thế những cái cột gỗ cũ từng được dùng để xây nên trạm điện báo xuyên Úc Overland Telegraph. Họ cũng làm việc ở những mảnh đất khác như là ngọn núi Mount Burrell và trạm chăn nuôi Owen Spring. Nhà Hayes đã gây dựng được cơ ngơi này vào cuối thập niên 1880 và được duy trì trong gia đình nhà Hayes kể từ đó.
Billy Hayes, thuộc thế hệ thứ 5 trong gia đình nhà Hayes, đã được bổ nhiệm vào bảo tàng Stockman's Hall of Fame vào năm 2009. Hayes là một người hùng trong Turbulence, bài vè dân gian được viết bởi Murray Hartin. 
Một trận hạn hán xảy ra từ năm 1964 đến năm 1965 đã dẫn đến việc Ted Hayes phải di dời hết kho dữ trữ đến trạm chăn nuôi Undoolya và tạm thời rời bỏ Deep Well. Các công nhân thổ dân Úc cũng bỏ lại hết tài sản và đến sống tạm bợ ở trạm Undoolya. 
Trong những năm đầu của thập niên 90, khu vực này một lần nữa bị hạn hán tấn công và gây nên một khoảng nợ lớn. Khoảng 5.000 gia súc đã được chăn thả tại Deep Well cho đến khi hạn hán bắt đầu. Hayeses quyết định đa dạng hóa thành ngành du lịch và xây dựng một nhà nghỉ bên cạnh trạm chăn nuôi ở phía bắc Ooraminna. Ngay sau đó Ted Egan tìm tới gia đình họ và hỏi rằng liệu anh có thể xây dựng một phim trường ở nơi đó cho một phiên bản phim của bài hát The Drover's Boy của anh ấy không. Tuy bộ phim không được tiếp tục quay nhưng bản sao của các công trình ở trạm chăn nuôi Newcastle Waters từ năm 1921 vẫn còn ở Ooraminna và đã được sử dụng để làm chỗ ở cho khách du lịch. 
Nơi đây một lần nữa bị ảnh hưởng bởi hạn hán bắt đầu từ năm 2002 kéo theo diện tích đất của Billy Hayes bị giảm xuống vào năm 2006 khi con đập cuối cùng khô cạn. Billy Hayes mất vào năm 2009 trong một vụ tai nạn xe địa hình ở Ooraminna. Sau cái chết của chồng, bà Jan Hayes đã rao bán đất vào năm 2013, con trai của họ là Billy Hayes Junior sẽ chịu trách nhiệm quản lý. Tính đến năm 2014, 1.641 km vuông (634 dặm vuông) đất vẫn còn đang rao bán.
Năm 2016, Billy Hayes Junior qua đời trong một vụ tai nạn máy bay khi dùng nó để chăn gia súc ở trạm chăn nuôi New Crown.

## Cũng nhìn thấy
- Danh sách các nông trại và trạm